# الهيئة العامة للشباب
تم إنشاء الهيئة العامة للشباب بدولة الكويت، وفق قانون رقم 100 لسنة 2015، وبذلك تم فصلها عن الهيئة العامة للرياضة، بعد أن كانت الهيئة العامة للشباب والرياضة – أصبحت الآن الهيئة العامة للشباب وينظم عملها قانون رقم 100 لسنة 2015 والهيئة العامة للرياضة وينظم عملها قانون رقم 97 لسنة 2015

كما أن العمل الشبابي يسير في دولة الكويت بخطوات مؤسسية تراكمية، تأكيداً لمبادرة الأمير صباح الأحمد الجابر الصباح، الذي أكد في كلمته أثناء افتتاح دورة الانعقاد الأول من الفصل التشريعي الرابع عشر لمجلس الأمة في 15 فبراير عام 2012م بتوجيه دعوة وطنية للتكليف نحو الرعاية الشبابية 
| الهيئة العامة للشباب | "أدعوكم للتركيز على رعاية الشباب، وتوفير فرص العمل وأسباب الحياة الكريمة لهم، وتفعيل مشاركتهم الإيجابية ودورهم البنَّاء في خدمة المجتمع وتنميته؛ فهم مبعث الرجاء ومعقد الأمل". | الهيئة العامة للشباب |

ومن ثم؛ جاءت الوثيقة الوطنية كأحد مخرجات مشروع (الكويت تسمع) ليفتح المجال لإصغاء الدولة للشباب، ومع تطور العمل كانت الحاجة ملحّة لخلق كيان يعمل على التنسيق والتعاون بين جميع الوزارات المعنية بشكل مباشر، فتم إصدار المرسوم الأميري رقم 8 لسنة 2013 م بتأسيس مكتب وزير الدولة لشؤون الشباب كخطوة رائدة تهدف إلى تتويج اهتمام الدولة بالشباب على مدى سنوات طويلة ضمن فلسفة تسعى إلى تمكينهم.
بهذا التطور وتنامي الخبرة الوطنية في دعم وحماية وتنمية الشباب، تأكدت للإرادة السياسية أهمية وجود هيئة من الشباب وللشباب معنية بهم؛ لذا صدر قانون رقم 100 لسنة 2015 بإنشاء «الهيئة العامة للشباب»، استكمالاً لمراحل وخبرات تراكمية ومتنامية من العمل مع الشباب تعكسها السياسات العليا للدولة والقوانين المنظمة والداعمة لرعاية الشباب وتنميته في المجتمع الكويتي.
ولأن الشباب هم عصب المجتمع وأساسه، حرصت القيادة السياسية على مشاركة الشباب في إعداد وصنع إستراتيجية الهيئة، مُدركين أن مشاركتهم هي حق لهم، وهي الطريق الأمثل نحو الانتماء والولاء، وتمثل دور الهيئة في توفير البيئة المناسبة لمشاركتهم حسب قدراتهم.
إن مشاركة المؤسسات والهيئات المعنية بالعمل الشبابي أهمية بالغة، وذلك بسبب تشعب التدخلات والخدمات المقدمة للشباب، وهو ما يتطلب التنسيق والتعاون من الهيئة العامة للشباب، وهذا ما يؤكد على تشعب وصعوبة المشاكل والتحديات التي تواجه الشباب والتي هي أكبر من إمكانات الهيئة منفردة، ولهذا فإن تنسيق الجهود المبذولة، وتنظيم وتبادل المعرفة وبناء توافق مجتمعي ضرورة قومية.

## أهداف الهيئة العامة للشباب
تهدف الهيئة إلى مــا يلي:
1 – الاهتمام بجميع الأمور المتعلقة برعاية الشباب.
2 – العمل على أن يكون الشباب مصدر الثروة الحقيقية للوطن.
3 – تعزيز التحرك الشبابي نحو المزيد من الاندماج والتعاضد وصون الوحدة الوطنية ويكون ذلك بموازنات تامة مع الاتزان الفكري والقيم الوسطية بعيداً عن التطرف والتعصب بأشكاله المختلفة.
4 – المحافظة على الهوية الوطنية الكويتية وتعزيز مقوماتها وتحقيق التوازن بين الحقوق والواجبات.
5 – ترسيخ الايمان بالنهج الديمقراطي واحترام الحريات والخضوع لسيادة القانون لدى الشباب.
6– إعداد الشباب وتحصينهم وحمايتهم وتأهيلهم فكرياً وعملياً واجتماعياً وثقافياً وتوجيه طاقاتهم ومواهبهم نحو المساهمة في بناء الكويت.
7 – دعم الاتجاه نحو الانفتـاح على العالم والتـعامل الإيجابي مع الحضارات والثقافات المتنوعة.
8 - تشجيع ودعم وتبني برامج ومشاريع وخدمات وطنية تهدف لبناء قدرات الشباب وتعزز من مساهمتهم الاقتصادية والاجتماعية في الكويت.

## اختصاصات الهيئة العامة للشباب
للهيئة في سبيل تحقيق أهدافها ممارسة الاختصاصات التالية:
1 – تبنى وتنفيذ الأفكار والمقترحات الخاصة بفئة الشباب.
2– تنظيم الأنشطة التربوية والثقافية والعلمية، بمختلف التخصصات والمجالات وتسهيل مشاركة الشباب في الفعاليات والدورات والمهرجانات والمؤتمرات المحلية والعربية والدولية وذلك بالتنسيق مع الجهات المختصة.
3 – الإشراف على المراكز الشبابية ورعايتها، وتـقـديم الدعم المالي والإداري والخدمي لها.
4– الإعداد لملتـقيـات حوارية منظمة ومستـمرة مع الشباب وتسليط الضوء عليها بوسائل الإعلان والإعلام المتنوعة لإبرازها.
5– بناء قاعدة مركزية للبيانات والمعلومات المتعلقة بالشباب الكويتي ذات الصلة بالقانون، والعمل على تحديثها بشكل دائم.

## مديرعام الهيئة العامة للشباب 2016[4]
عبد الرحمن بداح عبد الرحمن المطيري [1977 -]
مدير الهيئة العامة للشباب بداية من 2016، يؤمن بأن نقطة الانطلاق والتغيير في تنمية المجتمعات الشباب؛ فهم موارد بما يمتلكونه من طاقات مكنونة، وقادرين على المبادرة وحل المشكلات بأدوات عصرية، يسعي المطيري إلى توفير فرص لمشاركة الشباب، وبناء قدراتهم وتعزيز مهاراتهم، وتشجيع المبادرات وتقديم الدعم لها، وبناء مساحات آمنة، وتوفير الآليات التي تضمن مشاركتهم.
شارك المطيري في تأسيس مشروع الدولة التدريبي مع وزارة الدولة لشؤون الشباب 2014 لدعم وتنمية واستثمار طاقات الشباب، وبرنامج واثق مع الهيئة العامة للشباب لغرس مبادئ الثقة بالنفس، وتوفير مساحات ومبادرات للطلاب في الثانوية والمتوسطة 2016، وبرنامج مكارم مع الهيئة العامة للشباب للأطفال في مرحلة رياض الأطفال والابتدئية أقل من 11 عام ويستند على النهج الشمولي التكاملي، وبرنامج العمل مع المحافظات مع الهيئة العامة للشباب لتنسيق وتقديم الخدمات المتنوعة للشباب بالتعاون مع المحافظات، ووضع الخطط والسياسات وتعزيز مشاركة وزيادة وعي وتنمية مهارات ثقافة الإنتاجية والإبداع بين الشباب في المحافظات ورفع تقارير لمجلس الوزراء عن إنجازات الملف الشبابي يتم ارساله عبر المحافظة.
تدرج المطيري في الأعمال الوظيفية حيث عمل كوكيل مساعد لقطاع تنمية الشباب بوزارة الدولة لشؤون الشباب 2014-2015، ومدير المكتب الفني لوزارة الإعلام 2011-2014، وملحق دبلوماسي بالسفارة الكويتية كإعلامي بالمكتب الإعلامي بالرباط – المغرب، وكباحث إعلامي في إدارة إعلام الدول العربية. شارك في العديد من لجان العمل مع جهات وموضوعات مختلفة، وشارك في الاجتماع التاسع والعشرين مع وزراء الشباب والرياضة بدول مجلس التعاون بدولة قطر، كما شارك في الدورة الثامنة للجنة العليا المشتركة بين دولة الكويت والمملكة المغربية، وفي العديد من المؤتمرات والملتقيات بداخل وخارج الكويت.

## رئيس مجلس الإدارة 2016
الشيخ/ سلمان صباح السالم الحمود الصباح

## مجلس إدارة الهيئة العامة للشباب 2016[6]
| م  | الاسم                               | الصفة - الجهة |
| 1  | سلمان صبـاح السـالم الحمـود الصبـاح | وزير الإعلام وزير الدولة لشؤون الشباب رئيس مجلس إدارة الهيئة العامة للشباب رئيس المجلس الوطني للثقافه والفنون والآداب |
| 2  | الزين صباح الناصر السعود الصباح     | وكيل وزارة الدولة لشؤون الشباب مكتب وزير الدولة لشؤون الشباب                                                          |
| 3  | عبد الرحمن بداح المطيري             | مدير عام الهيئة العامة للشباب                                                                                         |
| 4  | أ.د حامد كميخ العازمي               | وكيل وزارة التعليم العالي وزارة التعليم العالي                                                                        |
| 5  | فاطمة الكندري                       | وكيل الوزارة المساعد للتعليم العام وزارة التربية                                                                      |
| 6  | وليد عبد العزيز العمار              | وكيل الوزارة المساعد لشؤون القرآن الكريم والدراسات الإسلامية وزارة الأوقاف والشؤون الإسلامية                          |
| 7  | شيخه حمدان العدواني                 | وكيل الوزارة المساعد لشؤون التعاون وزارة الشؤون الاجتماعية والعمل                                                     |
| 8  | د. جاسم الربيعان                    | ذوي الخبرة والاختصاص                                                                                                  |
| 9  | د. معصومة المطيري                   | ذوي الخبرة والاختصاص                                                                                                  |
| 10 | د. حصة العجيان                      | ذوي الخبرة والاختصاص                                                                                                  |
| 11 | عبد العزيز الصادق                   | ذوي الخبرة والاختصاص                                                                                                  |

| م  | الاسم                           | الصفة - الجهة                                                                                |
| 1  | خالد ناصر الروضان               | وزير التجارة والصناعة وزير الدولة لشؤون الشباب بالوكالة رئيس مجلس إدارة الهيئة العامة للشباب |
| 2  | الزين صباح الناصر السعود الصباح | وكيل وزارة الدولة لشؤون الشباب مكتب وزير الدولة لشؤون الشباب                                 |
| 3  | عبد الرحمن بداح المطيري         | مدير عام الهيئة العامة للشباب                                                                |
| 4  | أ.د حامد كميخ العازمي           | وكيل وزارة التعليم العالي وزارة التعليم العالي                                               |
| 5  | فاطمة الكندري                   | وكيل الوزارة المساعد للتعليم العام وزارة التربية                                             |
| 6  | وليد عبد العزيز العمار          | وكيل الوزارة المساعد لشؤون القرآن الكريم والدراسات الإسلامية وزارة الأوقاف والشؤون الإسلامية |
| 7  | شيخه حمدان العدواني             | وكيل الوزارة المساعد لشؤون التعاون وزارة الشؤون الاجتماعية والعمل                            |
| 8  | د. جاسم الربيعان                | ذوي الخبرة والاختصاص                                                                         |
| 9  | د. معصومة المطيري               | ذوي الخبرة والاختصاص                                                                         |
| 10 | د. حصة العجيان                  | ذوي الخبرة والاختصاص                                                                         |
| 11 | عبد العزيز الصادق               | ذوي الخبرة والاختصاص                                                                         |

## إستراتيجية الهيئة العامة للشباب 2016-2017 / 2020-2021[3]
تم إطلاق إستراتيجية الهيئة العامة للشباب في اليوم العالمي للشباب 12/8/2016، وتم إعلانها للجميع وهي إستراتيجية تأسيسية للهيئة وتسعى إلى تحقيق نوعين من الأهداف، أهداف عملية ترتبط بالبرامج والمشروعات المباشرة؛ وأهداف إستراتيجية ترتبط بالسياسات العامة التي تلبي الاحتياجات الشبابية وتؤدي إلى تحسين الأوضاع التي تواجه الشباب.
الاستراتيجية تأسيسية هي الأولى للهيئة ولمدة خمس سنوات من 2016/2017 -2020/2021 تتحدد فيها مسارات واتجاهات العمل، وتعكس روح وديناميكية الهيئة؛ مرنة، تراعي الاعتبارات والمتغيرات المتعددة وتتفهم خصائص الشباب العمرية المتنوعة، ونأمل أن تكون معبرة عن الشباب وحيويتهم، شمولية تحتويهم وتعكس طموحاتهم وواقعهم.
تبنت الهيئة العامة للشباب عدداً من المبادئ والمرتكزات الأساسية لعمل الهيئة مع الشباب؛ كالتالي:
1.    الشباب هم الفاعل الأساسي في تحديد احتياجاتهم: بداية من التخطيط واستقراء الواقع والتعرف على تطلعاتهم في المستقبل، فهم قادرون على التعبير عن أنفسهم، وصنع مستقبلهم.
2.    الشمولية والتكاملية: النظرة إلى الشباب كمرحلة عمرية مترابطة لا تتجزأ ولا يوجد فاصل زمني بين المراحل المختلفة، والتعرف على الاحتياجات بنظرة تكاملية، والنظر إلى كل الشباب داخل المجتمع وفق كافة المتغيرات، ولكل احتياجات الشاب من نمو إدراكي، وجسدي، ومهني، ومدني.
3.    التشاركية -التوافقية: حيث يتم تقديم خدمات لفئة الشباب من خلال كافة المؤسسات وبالتالي تحقيق التوافق والتشارك مع المؤسسات والوزرات الحكومية والقطاع الخاص وجمعيات النفع العام يساعد على ضمان وصول أفضل الموارد للشباب.
4.    تراكمية: البناء على ما هو موجود واستكمال الأنشطة والخطط للشباب من خلال مؤسسات الدولة، والتأكيد على العمل الجماعي واستثمار الموارد المالية والبشرية.
5.    الحوكمة: ترتكز الاستراتيجية على مبادئ الحوكمة كالشفافية والمساءلة، وإتاحة البيانات والمعلومات والقدرة على الوصول إليها، وحق المساءلة للجميع، وسيادة القانون وفق اللوائح والإجراءات المنظمة.
6.     الانفتاح والخصوصية: يمتلك الشباب القدرات والإمكانيات والأدوات التي تساعده على الإبداع والابتكار من خلال خلق بيئة سياسات داعمة تمنح القوانين والسياسات التي تدعم مشاركة الشباب وتعزز هذه المشاركة كمؤشر على دعمهم داخل الهيئة وخارجها.
7.     الإدارة بالنتائج: التركيز على النتائج والمخرجات بدلاً من الأنشطة والعمليات والتأكيد على الكفاءة والفاعلية في الأداء، وتقديم برامج تكاملية وشمولية مرتكزة على النهج الحقوقي للشباب.
8.     استشراف واستقراء المستقبل: وليس حلاً للمشكلات فقط، والأخذ بالاعتبار احتياجات الشاب الداخلية والخارجية على حدٍ سواء، بالارتكاز على الاحتياجات الفعلية.

## قانون رقم 100لسنة 2015 بشأن إنشاء الهيئة العامة للشباب[1]
- بعد الاطلاع على الدستور،
- وعلى القانون رقم (30) لسنة 1964 بشأن إنشاء ديوان المحاسبة، والقوانين المعدلة له،
- وعلى المرسوم بالقانون رقم (31) لسنة 1978 بقواعد إعداد الميزانيات العامة والرقابة على تنفيذها والحساب الختامي والقوانين المعدلة له،
- وعلى المرسوم بالقانون رقم (42) لسنة 1978 في شأن الهيئات الرياضية والقوانين المعدلة له،
- وعلى المرسوم بالقانون رقم (15) لسنة 1979 في شأن الخدمة المدنية والقوانين المعدلة له،
- وعلى المرسوم الصادر بتاريخ 4/4/1979 في شأن نظام الخدمة المدنية،
- وعلى المـرسـوم بالقانون رقـــم (43) لسنة 1992 بإنشاء الهيئة العامة للشباب والرياضة،
- وعلى المرسوم بالقانون رقم (116) لسنة 1992 في شأن التنظيم الإداري وتحديد الاختصاصات والتفويض فيها،
- وعلى القانون رقم (5) لسنة 2007 في شأن تنظيم بعض أوجه العمل في كل من اللجنة الأولمبية الكويتية والاتحادات والأندية الرياضية المعدل بالمرسوم بقانون رقم (26) لسنة 2012،
وافق مجلس الأمة على القانون الآتي نصه، وقد تم تصديقه وأصداره
- مادة (1)

في تطبيق أحكام هذا القانون يقصد بالكلمات والعبارات الواردة أدناه المعنى المبين قرين كل منها:
- - الهيئة: الهيئة العامة للشباب.
  - الرئيس: رئيس مجلس إدارة الهيئة.
  - المجلس: مجلس إدارة الهيئة.
  - الوزير المختص: الوزير الذي يحدده مجلس الوزراء.
- مادة (2)

تنشـأ هيئة عــــامـــــة ذات شخصية اعتبارية  تسمـى (الهيئة العامة للشباب) ويشرف عليها الوزير المختص.
- مادة (3)

تهدف الهيئة إلى مــا يلي:
1 – الاهتمام بجميع الأمور المتعلقة برعاية الشباب.
2 – العمل على أن يكون الشباب مصدر الثروة الحقيقية للوطن.
3 – تعزيز التحرك الشبابي نحو المزيد من الاندماج والتعاضد وصون الوحدة الوطنية ويكون ذلك بموازنات تامة مع الاتزان الفكري والقيم الوسطية بعيداً عن التطرف والتعصب بأشكاله المختلفة.
4 – المحافظة على الهوية الوطنية الكويتية وتعزيز مقوماتها وتحقيق التوازن بين الحقوق والواجبات.
5 – ترسيخ الايمان بالنهج الديمقراطي واحترام الحريات والخضوع لسيادة القانون لدى الشباب.
6– إعداد الشباب وتحصينهم وحمايتهم وتأهيلهم فكرياً وعملياً واجتماعياً وثقافياً وتوجيه طاقاتهم ومواهبهم نحو المساهمة في بناء الكويت.
7 – دعم الاتجاه نحو الانفتـاح على العالم والتـعامل الإيجابي مع الحضارات والثقافات المتنوعة.
8 - تشجيع ودعم وتبني برامج ومشاريع وخدمات وطنية تهدف لبناء قدرات الشباب وتعزز من مساهمتهم الاقتصادية والاجتماعية في الكويت.
- مادة (4)

للهيئة في سبيل تحقيق أهدافها ممارسة الاختصاصات التالية:
1 – تبنى وتنفيذ الأفكار والمقترحات الخاصة بفئة الشباب.
2– تنظيم الأنشطة التربوية والثقافية والعلمية، بمختلف التخصصات والمجالات وتسهيل مشاركة الشباب في الفعاليات والدورات والمهرجانات والمؤتمرات المحلية والعربية والدولية وذلك بالتنسيق مع الجهات المختصة.
3 – الإشراف على المراكز الشبابية ورعايتها، وتـقـديم الدعم المالي والإداري والخدمي لها.
4– الإعداد لملتـقيـات حوارية منظمة ومستـمرة مع الشباب وتسليط الضوء عليها بوسائل الإعلان والإعلام المتنوعة لإبرازها.
5– بناء قاعدة مركزية للبيانات والمعلومات المتعلقة بالشباب الكويتي ذات الصلة بالقانون، والعمل على تحديثها بشكل دائم.
- مادة (5)

يتــــولى إدارة الهيئة مجلس إدارة يشكل بمـــــرســـــــوم بنــاءً على عرض الوزير المختص بعضوية:
1 – مدير عام الهيئة.
2– خمسة مــــــن الجهات الحكومية التــي يحددهــا مجلس الوزراء
لا تقل درجتهم عن وكيل وزارة مساعد.
3 – أربعة من ذوي الخبرة والاختـصاص في شؤون الشباب.
4- تكون مدة المجلس ثلاث سنوات قابلة للتجديد لمرة واحدة.
- ويختار الرئيس من بين الأعضاء المحددين في البندين (2، 3) نائباً له، ويجوز أن يفوضه في بعض اختصاصاته وتحدد مكافآت أعضاء المجلس بقرار من مجلس الوزراء بناءً على اقتراح الوزير المختص، وفي حالة خلو مقعد من مقاعد المجلس لأي سبب من الأسباب، يتولى الوزير المختص ترشيح بديلٍ عنه، ويكمل العضو الجديد مدة سلفه.
- مادة (6)

لمجلس الإدارة جميع الصلاحيات اللازمة لتحقيق أهداف الهيئة وله على الأخص ما يلي:
1– العمل على تنفيذ السياسة العامة للدولة في مجالات الشباب، وذلك بالتنسيق مع الجهات المعنية ومتابعة تنفيذها.
2– وضع الخطط والبرامج والأنظمة الخاصة بتنظيم وتنشيط وتطوير قطاع الشباب بالدولة.
3– وضع اللوائح المالية والإدارية الخاصة بالهيئة، مع مراعاة أحكام المادتين (5) و(38) من المرسوم بالقانون رقم (15) لسنة 1979 المشار إليه.
4 – الموافقة على التقارير السنوية الإدارية والفنية والمالية.
5– إقرار مشروع ميزانية الهيئة وحسابها الختامي تمهيداً لاعتمادهما من الجهات المختصة.
6– وضع الإجراءات والضوابط وتشكيل اللجان وفرق العمل المتخصصة لمراقبة وتقويم عمل المراكز الشبابية بما يضمن تأدية مهامها.
7–وضع القواعد الخاصة بإنشاء وإدارة وصيانة المنشآت والمرافق الشبابية.
8– وضع قواعد وأسس صرف الدعم المالي الذي يقدم للقطاعات الشبابية والإشراف على تنفيذها وفقاً لما تقرره اللائحة التنفيذية لهذا القانون.
9– إبداء الرأي في الاتفاقيات وبروتوكولات التعاون المشترك التي تكون الهيئة طرفاً فيها، ورفعها للجهات المختصة تمهيداً لاتخاذ إجراءات التصديق عليها.
10– دراسة الموضوعات التي يرى رئيس المجلس عرضها عليه.
- مادة (7)

يجتمع المجلس بدعوة من رئيسه ست مرات في السنة على الأقل، ويجوز دعوة المجلس للاجتماع بصفة استثنائية بناءً على طلب الرئيس أو ثلاثة أعضاء، لا يكون اجتماع المجلس صحيحاً إلا بحضور أغلبية أعضائه، على أن يكون مـن بينهم الرئيس أو نائبه، ويكون للمجلس أميناً للسر يختاره رئيس المجلس من بين موظفي الهيئة يتولى محاضر اجتماعات المجلس كما يكون للمجلس لائحة داخلية تصدر بقرار من الوزير المختص بناءً على اقتراح المجلس. تتضمن نظام العمل فيه وقواعد اجتماعاته وسقوط العضوية وتنظيم أعمال لجانه.
- مادة (8)

يكون للهيئة مدير عام من ذوي الاختصاص أو الخبرة، ويكون له نائب أو أكثر يصدر بتـعيـيـن كل منهم مرسوم، ويمثل المدير العام الهيئة في علاقاتها مع الغير وأمام القضاء.
- مادة (9)

المدير العام هو رئيس الجهاز التنفيذي للهيئة، ويـتـولى الإشراف على إدارة الهيئة وتصريف شؤونها وتنفيذ سياستها وقرارات  المجلس، ويتولى على وجه الخصوص ما يلي :
1. اقتراح جدول أعمال المجلس على الرئيس وإعداد الموضوعات المدرجة بالجدول والوثائق الخاصة بها.
2. متابعة توثيق محاضر جلسات المجلس وقراراته وإبلاغها إلى الجهات المعنية.
3. تنسيق أعمال اللجان الفرعية المنبثـقة عن المجلس.
4. تشكيل اللجان الخاصة بالجهاز التنفيذي ومتابعة أعمالها.
5. اقتراح مشروع الميزانية السنوية للهيئة والحساب الختامي وعرضهما على المجلس.
6. إعداد التقرير السنوي الإداري والمالي الخاص بأعمال الهيئة ورفعه إلى المجلس.
7. اقتراح أية تعديلات على الهيكل التنظيمي ورفعه إلى المجلس.
8. أية مهام أخرى يكلف بها من قبل الرئيس وللمدير العام أن يعهد ببعض اختصاصاته إلى أي من نوابه.
- مادة (10)

يكون للهيئة ميزانية ملحقة، وتبدأ السنة المالية للهيئة مع السنة المالية للدولة وتنتهي بنهايتها، على أن تبدأ السنة المالية الأولى من تاريخ العمل بهذا القانون حتى نهاية السنة المالية التالية.
- مادة (11)

تتكون موارد وإيرادات الهيئة من الآتي :
1 – ما تخصصه الدولة من اعتمادات.
2 – الموارد الذاتية التي تحققها الهيئة والتي تدخل ضمن أغراضها.
3 – الهبات والتبرعات التي يوافق عليها مجلس الوزراء.
- مادة (12)

يخصص في ميزانية الهيئة اعتماد مالي لإعانة القطاعات الشبابية، وتصرف هذه الإعانات أو تخفض أو توقف وفقاً للقواعد التي يصدر بها قرار من المجلس.
- مادة (13)

يصدر مجلس الوزراء بناءً على اقتراح الوزير المختص، قراراً بالجهات والإدارات التي تنقل تبعيتها واختصاصاتها إلى الهيئة والموظفين العاملين بـهـا مـع احتفاظهم بكافة حقوقهم ومخصصاتهم.
- مادة (14)

يجوز بقرار من الوزير إنشاء مجلس للشباب، وتحدد اللائحة التنفيذية قواعد اختيار أعضائه ونظام عملهم وحقوقهم وسائر واجباتهم.
مادة (15)
يصدر الوزير المختص، خلال سنة من تاريخ العمل بهذا القانون، اللائحة التنفيذية والقرارات اللازمة لتنفيذه، ويستمر العمل باللوائح والقرارات المعمول بها في مجال عمل الهيئة العامة للشباب والرياضة وبما لا يتعارض مع أحكام هذا القانون حتى يتم تعديلها أو إلغاؤها.
- مادة (16)

يلغى كل نص أو حكم يخالف أو يتعارض مع أحكام هذا القانون.
- مادة (17)

على رئيس مجلس الوزراء والوزراء – كل فيما يخصه – تنفيذ هذا القانون، ويعمل بــــه من تاريخ نشره في الجريدة الرسمية.  

## مذكرة إيضاحية للقانون رقم  100 لسنة 2015 بشأن إنشاء الهيئة العامة للشباب
صدر المرسوم بالقانون رقم (43) لسنة 1992 بإنشاء الهيئة العامة
للشباب والرياضة وأسند إليها العناية بشؤون الشباب وتهيئة أسباب القوة والرعاية لهم وتنمية قدراتهم الخلفية والعقلية والفنية، وتوفير الوسائل الكفيلة بتنشئة المواطن الصالح دينياً واجتماعياً وبدنياً وثقافياً وتعزيز ولائه للوطن.
إلا أن الواقع العملي وفي ظل تجدد الثقافات وانتشار العلوم  والتقنية، اثبت أن دمج الشباب والرياضية في هيئة واحدة يلقى مزيداً من الأعباء عليها في ظل تحملها مشاكل وقضايا الشباب والرياضة وعدم تناسب الإمكانات المتاحة للشباب، وهم الشريحة الأكبر في المجتمع بالمقارنة بالإمكانات المتاحة للرياضة، لذلك بات الأمر ملحاً إلى فصل قطاع الشباب عن الرياضة تحت مظلة وزارة مختصة تشرف عليها، ذلك سوف ينعكس بآثاره الإيجابية على الشباب الكويتي خاصة أن هناك مساحة أكبر من أجل العمل على تنفيذ السياسة العامة للدولة في مجال قضايا الشباب.
ومن هذا المنطلق صدر القانون المرفق «بإنشاء الهيئة العامة للشباب» وذلك لتسخير كافة الإمكانات للشباب لتنمية عقولهم واستثمار إبداعاتهم وثقل مواهبهم حيث تضمنت المادة الأولى بيانا بالكلمات والعبارات الواردة في القانون وتعريفها. حيثُ حددت المقصود بالهيئة والوزير المختـص وهـو رئيس مجلس إدارة الهيئة، والمجلس بأنه مجلس إدارة الهيئـة والوزير المختص بأنه الوزير الذي يحدده مجلس الوزراء.
وجـاءت المادة (2) منه بالنص على أن الهيئة عامة ذات شخصية اعتبارية، تسمى : «الهيئة العامة للشباب»، ويشرف عليها الوزير المختص.
كما بينت المادة (3) الهدف مـن إنشاء الهيئة وهو الاهتمام بجميع الأمور المتعلقة برعاية الشباب، والتأكيد على أن الشباب مصدر الثروة الحقيقة للوطن.
وفي سبيل تحقيق تلك الأهداف، حددت المادة (4) اختصاصات الهيئة لكي تقوم بدورها في توجيه الشباب التوجيه الصحيح، وهو تبني وتنفيذ الأفكار والمقترحات والاستشارات والمبادرات الخاصة بفئة الشباب وتنظيم الأنشطة التربوية والثقافية والعملية والإبداعية بمختلف التخصصات والمجالات، وتسهيل مشاركة الشباب في الفعاليات والدورات والمهرجانات والمؤتمرات المحلية والعربية والدولية وذلك بالتنسيق مع الجهات المختصة ذات العلاقة وتقديم الدعم المالي والإداري والخدمي لكافة المنشآت والمرافق الشبابية في مختلف مدن الدولة والإشراف على المراكز الشبابية ورعايتها وبناء قاعدة مركزية للبيانات والمعلومات لأعمال ونشاطات الشباب الكويتي وكل ما يتصل بهِ مـن اهتمامات والعمل على تحديثها بشكل دائم وكذلك الإعداد لملتقيات حوارية منظمة ومستمرة مع الشباب وتسليط الضوء عليها بوسائل الإعلان والإعلام المتنوعة لإبراز أدوارهم ومساهماتهم.
واشتملت المادة (5) على بيان تشكيل مجلس إدارة الهيئة وذلك بموجب مرسوم وعلى أن يتولى إدارة الهيئة مجلس إدارة يشكل برئاسة الوزير المختص وعشرة أعضاء خمسة منهم من الجهات الحكومية التي يحددها مجلس الوزراء، وأربعة من ذوي الخبرة والاختصاص في شؤون الشباب يرشحهم الوزير المختص، ويصدر بتعيينهم مرسوم لمدة ثلاث سنوات قابلة للتجديد لمرة واحدة. ويختار الرئيس من بين الأعضاء المحددين بالبندين (2، 3) نائباً لــه يحل محله في حالة غيابه، ويجوز له أن يفوضه في بعض اختصاصاته.
وتحدد مكافآت أعضاء المجلس بقرار من مجلس الوزراء بناءً على اقتراح الوزير المختص، وحددت المادة آلية شغل مــا يخلو من مقاعد الأعضاء وذلك بترشيح مــن الوزير ولبـاقي مــدة المجلس.
ومنحت المادة (6) مجلس الإدارة جميع الصلاحيات اللازمة لتحقيق أهداف الهيئة، ومن بينها رسم السياسة العامة للشباب بالدولة وذلك بالتنسيق مع الجهات المعنية ومتابعة تنفيذها، ووضع اللوائح المالية والإدارية الخاصة بالهيئة، مع مراعاة حكم الـمـادتـيـن (5) و(38) مـن المرسوم بالقانون رقم (15) لسنة 1979 المشار إلـيـه، ويـخـتـــص المجلس بالموافقة عـلــى التـقــاريــر السنوية الإدارية والفنية والمالية، مــع إقرار مشروع ميزانية المؤسسة وحسابها الختامي تمهيداً لاعتمادها من الجهات المختصة، ولـــه وضع الإجراءات والضوابط الخاصة بتشكيل اللجان وفرق العمل المتخصصة لمراقبة وتقويم عمل المراكز الشبابية بما يضمن تــأديــة مهامها، وللمجلس أيضاً وضع قواعد وأسس صرف الدعم المالي الذي يقدم للقطاعات الشبابية والإشراف على تنفيذها وفقاً لما تقرره اللائحة التنفيذية في هذا الخصوص.
وقد فصلت المادة (7) مواعيد اجتماعات المجلس وصحتها ونصت على أن يكون للمجلس أميناً للسر يعينه من بين موظفي الهيئة بقرار من الوزير رئيس مجلس الإدارة.
وتأكيداً على نظام الحوكمة تم الفصل بين الجهات التنفيذية والجهاز الرقابي والإشرافي، وجاءت المادة (8) بالنص على أن يكون للهيئة مدير عام يتم تعيينه بمرسوم، وعلى أن يكون له نائباً أو أكثر ليعين بتعينهم مرسوم باعتبارهم من شاغلي الوظائف القيادية وجاء النص على أن المدير العام هــو الممثل الــقــانــونــي للهيئة أمام الغير وأمام القضاء.  
وتضمنت المادة (9) على اختصاصات المدير العام للهيئة الذي يتولى الإشراف على إدارة الهيئة وتصريـف شؤونها وتنفيذ سياسة الهيئة وقرارات المجلس باعتباره السلطة التنفيذية للهيئة. 
ونصت المادة (10) على أن يكون للهيئة ميزانية ملحقة، وعلى أن تبدأ السنة المالية للهيئة مع السنة المالية للدولة وتنتهي بنهايتها، وعلى أن تبدأ السنة المالية الأولى من تاريخ العمل بــالقانون حتى نهاية السنة المالية التالية.
أما المادة (11) فقد بينت موارد الهيئة وهي الاعتمادات التي تخصصها الدولة، بالإضافة إلى الهبات والتبرعات مشروطة بـأن تكون محققة لأهداف الهيئة وأن يتم قبولها بقرار من مجلس  الوزراء، وذلك فضلاً عن الموارد الذاتية للهيئة مقابل الخدمات المختلفة التي تقدمها.
وأوجبت المادة (12) تخصيص اعتماد مالي بميزانية الهيئة لإعانة القطاعات الشبابية، على أن تصرف هذه الإعانات وفقاً للقواعد التي يصدر بها قرار من المجلس الذي يحدد قواعد ومقدار الإنفاق وحالات الوقف أو إلغاء الدعم.
وحددت المادة (13) أن يصدر قرار من مجلس الوزراء بناءً على اقتراح الوزير المختص، بالجهات والإدارات التابعة للهيئة العامة للشباب والرياضة التي تنقل تبعيتها واختصاصاتها إلى الهيئة.
مع الموظفين العاملين بها مع احتفاظهم بكافة حقوقهم ودرجاتهم ومرتباتهم.
وأجازت المادة (14) أن يصدر بقرار مـن الوزير إنشاء «مجلس للشباب»، وعلى أن تحدد اللائحة التنفيذية اختصاصاته وقواعد اختيار أعضاءه ونظام عملهم وحقوقهم وسائر واجباتهم.
وأناطت المادة (15) بالوزير المختص إصدار اللائحة التنفيذية والقرارات اللازمة لتنفيذ أحكام هذا القانون خلال سنة من تاريخ العمل بهِ، وعلى أن يستمر العمل باللوائح والقرارات المعمول  بها حالياً وبما لا يتعارض مع القانون حتى يتم تعديلها أو إلغاؤها.
ونصت المادة (16) على إلغاء كل نص أو حكم يخالف أو يتعارض مع أحكام القانون.
جهة الإعلان: مجلس الوزراء 
الفئة: قوانين 
التاريخ الميلادي: الأحد، سبتمبر 6, 2015 - التاريخ الهجري: 22/ذو القعدة/1436 12:00 ص
العدد: 1252 - رقم الصفحة: 12، 13، 14,15,16